# Геракл (сын Александра Македонского)
Гера́кл (др.-греч. Ἡρακλῆς; между 327 и 324 годами до н. э. — 309/308 год до н. э.) — незаконнорождённый сын Александра Македонского от его наложницы Барсины.
Геракл родился во время азиатских походов Александра Македонского. Он был первенцем царя. После смерти Александра Геракла рассматривали как одного из претендентов на трон Македонской империи. Детство Геракла прошло в Пергаме. Около 309 года до н. э., согласно античной традиции, он стал игрушкой в борьбе за власть между диадохами. Полиперхон под предлогом восстановления династии Аргеадов начал поход против правителя Македонии Кассандра. Однако дело до сражения не дошло, так как Кассандр заключил союз с Полиперхоном, одним из условий которого была смерть Геракла. Античные источники приводят несколько версий смерти сына Александра, однако все сходятся в том, что юноша был убит по приказу Полиперхона.

## Биография

### Происхождение. Детские годы
Мать Геракла, Барсина, происходила из знатного персидского рода Фарнакидов, чьи представители возводили свою родословную к первым царям империи Ахеменидов и управляли важной областью государства Геллеспонтской Фригией в течение целого столетия. Отличительной особенностью предков Барсины было умение сохранять лояльность персидским царям и одновременно умение выстраивать хорошие отношения с греками. В V веке до н. э. Фарнакиды эллинизировались и стали активно участвовать в делах соседних греческих полисов.
В 333 году до н. э. после поражения Дария III в битве при Иссе Барсина вместе с другими жёнами и детьми персидских вельмож попала под Дамаском в плен к македонянам. Вскоре Барсина стала любовницей Александра Македонского. Согласно Плутарху, до своей женитьбы македонский царь «был равнодушен к телесным радостям» и «не знал, кроме Барсины, ни одной женщины». Между 327 и 324 годами до н. э. Барсина родила Геракла, первенца Александра. Такие разночтения в дате рождения Геракла связаны с особенностями античных источников. Диодор Сицилийский при описании событий 310/309 года до н. э. утверждал, что Гераклу было около 17 лет, Юстин — больше 14 лет. Имя мальчика было выбрано неслучайно. Мифологический герой Геракл считался родоначальником царской династии македонских царей Аргеадов, а также народным героем. Вскоре после рождения Геракла Александр взял в жёны бактрийскую княжну Роксану. После этого Барсина с сыном удалилась в Пергам. Город находился в области, где, предположительно, у Фарнакидов остались обширные владения. За год до описываемых событий в Пергам уехал отец Барсины Артабаз, который попросил Александра отправить его на покой.
О Геракле вспомнили после смерти Александра Македонского, во время обсуждения вопроса о престолонаследии. Новый царь должен был быть отпрыском царского рода мужского пола. Юстин писал, что командир фаланги Мелеагр предложил выбирать: «… если они [полководцы] желают мальчика, то есть в Пергаме сын Александра от Барсины, по имени Геракл, или, если они предпочтут мужчину, есть в лагере Арридей, брат Александра». Квинт Курций Руф привёл свою версию событий: «Затем выступил Неарх. „Ни для кого не может быть удивительно, — сказал он, — что царское величие подобает только кровным наследникам Александра. … Есть у царя сын от Барсины, ему и надо передать диадему.“» По мнению В. Хеккеля, воцарение Геракла отвечала интересам Неарха. Военачальник был женат на дочери Барсины от первого брака и, соответственно, он мог стать мужем сестры царя. Однако другие военачальники выступили против того, чтобы македонянами управлял отпрыск персов, которых они победили.
По одной из версий, в промежутке между 321 и 319 годами до н. э., по приказу регента Македонской империи Антипатра Барсину с Гераклом перевезли в Македонию, однако позже отпустили обратно в Пергам.

### Геракл — претендент на трон Македонской империи. Гибель
Около 309 года до н. э., согласно античной традиции, Геракл стал игрушкой в борьбе за власть между диадохами. В 310/309 году до н. э. Полиперхон, который правил несколькими городами на Пелопоннесе, убедил Барсину и Геракла переехать в Грецию. После прибытия Геракла Полиперхон обратился ко всем, кто «предан царскому дому и враждебен Кассандру» выступить против правителя Македонии и восстановить власть македонской царской династии Аргеадов. Войско Полиперхона стали пополнять приверженцы царского дома. Также к нему примкнул Этолийский союз, воинов которого в первую очередь интересовала военная добыча. И. Г. Дройзен отмечал, что момент для начала похода был выбран крайне неудачно. После завершения Третьей войны диадохов и Вавилонской войны в Македонской империи царил хрупкий мир. Наиболее влиятельные диадохи не были готовы к началу очередных военных действий и не поддержали поход против правителя Македонии Кассандра.
С большим войском Полиперхон вторгся в Македонию. Правитель Македонии Кассандр опасался, что его воины перейдут на сторону Полиперхона ради воцарения сына Александра. Тогда он убедил Полиперхона убить Геракла. Взамен он обещал статус «стратега Пелопоннеса» и соправителя царя в Македонии, а также войско. Эти предложения Кассандр сопроводил богатыми дарами и обещаниями. Полиперхон принял предложение Кассандра. Он пригласил юношу на пир, на который тот вначале не явился. Тогда Полиперхон лично отправился к Гераклу и заставил прийти. После пира юноша был задушен. Согласно Юстину, Полиперхон совершил преступление тайно, а затем, также не привлекая внимания и без каких-либо погребальных почестей, забросал тела Геракла и Барсины землёй. Павсаний писал, что Геракл был отравлен. Согласно исследованию П. Уитли, поход Полиперхона в Македонию и, соответственно, смерть Геракла произошли в промежутке поздняя осень 309 года до н. э. — начало 308 года года до н. э.
По мнению А. С. Шофмана, поступок Полиперхона заслужил всеобщее презрение. Историк связал уход Полиперхона с политической арены c убийством Геракла.
В 1921 году У. Тарн опубликовал статью «Heracles Son of Barsine». В ней он высказал гипотезу, что Геракл, ради наследственных прав которого Полиперхон начал военную кампанию, был не сыном Александра Македонского, а случайным юношей-самозванцем. Историк считал невероятным, что после смерти Александра македонские воины предпочли слабоумного Филиппа III Арридея сыну своего легендарного царя. Также, по его мнению, то, что, согласно античной традиции, Геракл спокойно прожил в Пергаме до 17-летнего возраста и никто из диадохов не использовал его в борьбе за власть, свидетельствует о вымышленном отцовстве Александра. Эта версия не является общепризнанной в историографии.

## В литературе
История с убийством Геракла нашла отображение в поэме «Александра» древнегреческого поэта и грамматика Ликофрона:
Весь евритан народ и те, кто в Трампии
Живет высокой, где потом тимфейский змей,
Эфиков вождь, убьёт, пируя, юношу
Геракла, в ком Эака и Персея кровь,
Да и Теменов род отнюдь не чужд ему.

### Исследования
- Дройзен И. Г. История эллинизма. — Ростов-на-Дону: Феникс, 1995. — Т. 2. — 544 с. — ISBN 5-85880-079-3.
- Кошеленко Г. А., Гаибов В. А. Судьбы сатрапов востока. Эпоха Александра Македонского // Проблемы истории, филологии, культуры. — 2007. — № 17. — С. 202—222. — ISSN 2658-316X.
- Рунг Э. В. О сатрапских династиях в Ахеменидской державе: Фарнакиды в Даскилии // Учёные записки Казанского университета. Серия Гуманитарные науки. — 2011. — Т. 153, № 3. — С. 87—94. — ISSN 2500-2171.
- Шахермайр Ф. Александр Македонский. — Ростов н/Д.: Феникс, 1997. — 576 с. — ISBN 5-85880-313-Х.
- Шофман А. С. Распад империи Александра Македонского / Печатается по постановлению редакционно-издательского совета Казанского университета. Отв. редактор В. Д. Жигунин. — Казань: Издательство Казанского университета, 1984.
- Chugg A. M. 4. Barsine, Daughter of Artabazus // Alexander’s Lovers (англ.). — 2nd edition. — AMC Publications, 2012. — P. 138—151. — ISBN 0955679044.
- Hammond N. G. L., Griffith G. T., Walbank F. W. A History of Macedonia (англ.). — Oxford: Clarendon Press, 1988. — Vol. III: 336-167 B.C.. — ISBN 0-l9-814814-1.
- Heckel W. Who's Who in the Age of Alexander and his Successors. From Chaironea to Ipsos (338—301 BC) (англ.). — Barnsley: Greenhill Books, 2021. — 554 p. — ISBN 978-1-78438-648-1.
- Tarn W. W. Heracles Son of Barsine (англ.) // The Journal of Hellenic Studies. — The Society for the Promotion of Hellenic Studies, 1921. — Vol. 41. — P. 18—28. — doi:10.2307/624794. — JSTOR 624794.
- Wheatley P. The Date of Polyperchon’s Invasion of Macedonia and Murder of Heracles (англ.) // Antichthon. — 1998. — Vol. 32. — P. 12—23.